# Жар-Птица (журнал)

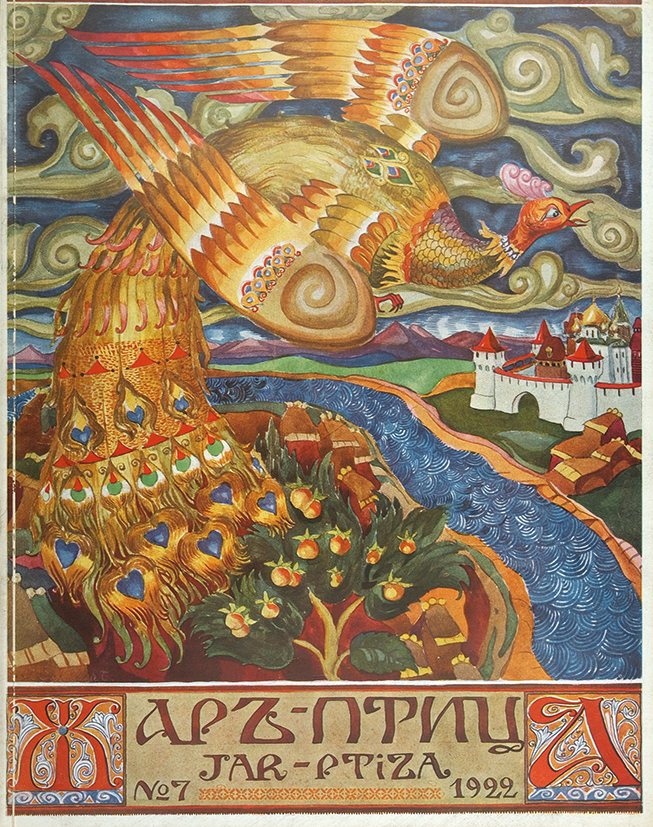

Жар-Птица — литературно-художественный журнал, издававшийся русской эмиграцией в 1921—1926 годах в Берлине и Париже.
«Открыта подписка на большой ежемесѣчный литературно-художественный иллюстрированный журналъ „ЖАРЪ-ПТИЦА“. Журнал будет выходить большими ежемесѣчными выпусками, въ объемѣ настоящего номера, съ многочисленными иллюстраціями, на мѣловой бумагѣ. Часть иллюстраций — въ краскахъ. Въ каждом номерѣ особая красочная обложка. Въ журналѣ принимают участіе лучшія русскія художественныя и литературныя силы, находящіяся заграницей. В каждом номерѣ — разсказы, очерки, стихотворенія, критическія статьи. Иллюстрированные обзоры русской художественной жизни заграницей. Русскій театр заграницей», — так анонсировали журнал его создатели в первом номере за 1921 год.
Главным редактором журнала был известный историк искусства и художник Г. К. Лукомский, литературным отделом заведовал выдающийся поэт Саша Чёрный, редакцию и финансирование взял на себя А. Э. Коган, технической частью руководил бывший глава типографии и издательства «Голике и Вильборг» Б. Г. Скамони. В журнале активно сотрудничали крупнейшие деятели русской культуры.
Всего вышло 14 номеров. Из них номера 4-5 были выпущены под одной обложкой, так как это был Рождественский номер. Номера 1-13 издавались в Берлине, а 14-й номер был издан в Париже.
Тираж журнала был равен приблизительно трёмстам экземплярам.
В марте 2001 года Реймонд Кларк передал в дар Российскому фонду культуры комплект журналов «Жар-птица».
Сейчас полный комплект журнала находится в Российской Государственной Библиотеке в отделе редкой книги. Некоторые статьи и репродукции, напечатанные в «Жар-Птице», до сих пор нигде не были перепечатаны.

## Обзор номеров
Обзор номеров позволяет сделать вывод о том, что все номера имели единую тематику, которая прослеживалась во всех жанрах, представленных в журнале: от репродукций до критических статей. Основными темами публикаций были время, прошлое и настоящее России, человек и природа, театр и изобразительной искусство. Но в каждом номере звучат ностальгические мотивы, в каждом номере главной темой является культура России.

### № 1
объединяет идея времени, тема будущего, прошлого и настоящего. Идея различности времён, их несоответствия друг другу, разлом между прошлым и настоящим, тема неизвестного будущего. Особенно чётко эта идея, на мой взгляд, просматривается в статье Толстого А. Н. «Перед картинами Судейкина»: «И вотъ, мы стоимъ по ту сторону бездны. Прошлое — груда дымящихся развалинъ. Что-же сталося с искусствомъ? Оно погибло? Или его уцелевшие остатки доживаютъ векъ?»
В стихотворении Саши Чёрного «Искусство», расположенного самым первым, явственно просматриваются античные мотивы, адресация к прошлому. Упоминаются известные персонажи древнегреческих и древнеримских мифов, немаловажную роль играет образ Христа.
В середине издания помещены произведения, описывающие настоящее, тот самый момент, что именно происходит «сейчас». Например, даже само название статьи Александра Плещеева «М. Фокин и новый балетъ» говорит о создании чего-то нового в настоящем. Что в тот момент, когда живет читатель, что-то где-то происходит, что жизнь кипит и не стоит на месте.

### № 2
Основная идея второго номера — взаимосвязь человека с природой, природа разных мест. Именно поэтому в этом издании журнала «Жаръ-Птица» очень много репродукций именно пейзажей, а не портретов. Например, репродукция картины В. Шухаева «Пейзаж „Финляндия“». Здесь жизнь человека представлена сквозь призму природы, из-за этого и такие рассказы, как, например, «Полынь-трава» Гребенщикова Г. Д., «Первоцвет» Архивная копия от 9 августа 2014 на Wayback Machine Дроздова А. М., стихотворение С. Чёрного «Весна на Крестовском», на многих репродукциях изображены люди на фоне природы. В стихотворении К.Бальмонта «Воспоминание» упоминается множество названий различных мест, это отражение ностальгии русской эмиграции:

 Когда я в сумерки у волн мечтаю долго,
И шествует прилив, за валом плещет вал,
Я снова в юности. Сильна в разливе Волга.
И Каспий шепчет мне: «Ты в Персии бывал?»
Я не был в Персии. Но вспоминаю наши
Родныя области. Глухая Кабарда.

Обрыв Балканских гор…
Тема ностальгии прослеживается и в подборке репродукций: именно во втором номере впервые публикуются картины Б. Григорьева из цикла «Русские лица».

### № 3
Третий номер журнала «Жар-Птица» посвящён театру. Он начинается с репродукции картины К. Сомова, весьма ироничной и маскарадно-театральной. Действие, описанное на картине, происходит ночью. Мужчина в явно маскарадном костюме гонится, забавно растопырив руки, за двумя смеющимися дамами, на одной из которых одета маска. Сразу после картины находится статья Г. Р. «К постановке Саломеи», содержащей анонс как и данного в названии статьи названия спектакля, так и эмигрантского театра в целом: «Крупное место между бежавшими занимают артисты, среди них — лучшие представители наших театров. Если просмотреть кипы эмигрантских газет со всеми их объявлениями о концертах, балетах, спектаклях, можно легко представить себе, что находишься в самом разгаре большого сезона где-нибудь в Москве или в Петербурге».
Становится понятно, что театр занимал весомое место в эмигрантской жизни, и ему нельзя было не посвятить хоть одного номера, так как журнал в целом призван был охватить всю культурную жизнь русской эмиграции.

### № 4 и № 5

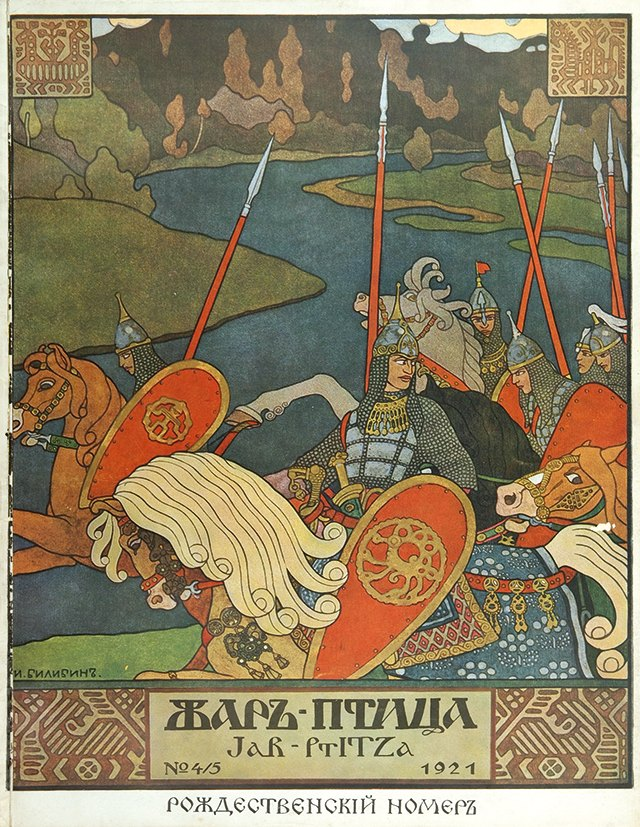

Номера 4 и 5 совмещены и посвящены Рождеству. Оба этих выпуска посвящены России и её культуре. Не случайно на страницах этих выпусков встречаются репродукции из цикла «Образы России», а обложкой 4-5 номеров послужила именно репродукция картины И. Билибина.
Название стихотворения С. Черного «Игрушки» набрано стилизованным под старину шрифтом, после него идёт рассказ К. Д. Бальмонта «На волчьей шубе», в котором совершенно явно просматриваются мотивы культуры Древней Руси. Рядом с текстом помещена репродукция картины И. Билибина «Русская сказка».
В начале издания также помещён рассказ Соколова-Микитова «На святки» Архивная копия от 9 августа 2014 на Wayback Machine, что опять же указывает на принадлежность данного выпуска к теме культуры Руси.

### № 6
Номер 6 показывает Россию в настоящем, он является логическим продолжением предыдущего.
Например, в рассказе Толстого А. Н. «Четыре картины волшебного фонаря» Архивная копия от 28 мая 2014 на Wayback Machine показывается точка зрения на Россию человека, отражающего в себе недавно прошедшую эпоху: «…погибшая Россия,- тесто из грязи, вшей крови…»; «…Сколько же крови вылито?.. Сколько же муки принято?.. Да, остался ли там ещё хоть один живой человек?.. Куда бежать?.. Зачем спасаться?.. Гнусно и тошно…».
Рядом с текстом помещены репродукции картин, на которых изображен «Русский фарфор». Эти изображения имеют символический характер: они намекают читателю, что российская культура достигла очень высокого уровня развития, она уникальна, но все же очень хрупка.

### № 7
В седьмом номере авторы и составители журнала «Жаръ-Птица» представляют нашему вниманию своё отношение к России в настоящем, тоскуют по прошедшей, прошлой России. Сама обложка номера выполнена в русском народном стиле, около стихотворений на страницах 2-3 размещены типично русские по стилю этюды.
В самом начале номера помещено стихотворение Кальмы «Русь», отражающее настроение русской эмиграции:

 …Все повыжжено, порублено,
На полях густеет новь,
Только в сердце не погублена

Наша горькая любовь.
Именно тема «горькой любви» к утраченной Родине является сквозной в этом номере. Все репродукции в этом номере выполнены в стиле «a-la russ». Весь номер явственно разделяется на две части. В первой части помещены произведения, в которых авторы показывают, что Россия не погублена, что она, как птица Феникс, восстанет из пепла. А в другой части журнала писатели, поэты в своих произведениях пытаются доказать, что Россия погублена, что она погибла. Именно поэтому самым первым произведением во второй части является рассказ Б. Пильняка (Вогау Б. А.) «Смерти». Даже само название этого рассказа говорит о том, что надежды нет.

### № 9

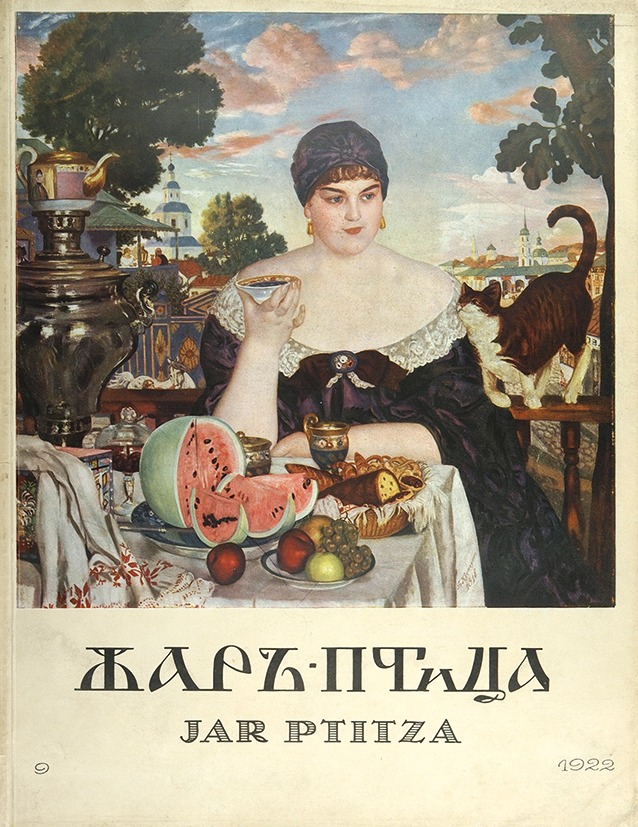

Девятый номер целиком и полностью посвящён художникам, изобразительному искусству. Он начинается картинами Бакста и статьёй Левинсон «Возвращение Бакста», посвящённой выходу в свет монографии о творчестве художника. Далее в этом номере речь ведётся исключительно об искусстве — в основном об изобразительном, но также упомянута и музыка, в самой последней статье — «Проблема дирижёра».
В этом номере журнала писатели восхищаются искусством, благодарят его за свою жизнь. Ведь без искусства и мир для творческих людей — не мир вовсе. Писатели, поэты, художники благодарны искусству за своё настоящее, за то, что они существуют, существуют именно сейчас, именно здесь. И кто знает, как бы сложилась их судьба, судьба России и мира в целом, если б не было искусства? В номере опубликованы фотографии актрис и актёров, танцоров, дирижёров, музыкантов. Очень много репродукций картин в академическом стиле.